# يربوع قزم شاحب اللون
اليربوع القزم شاحب اللون (الاسم العلمي: Salpingotus pallidus) نوع من القوارض من فصيلة اليربوعيات، متوطن في كازاخستان.